# Кремс-ан-дер-Донау
Кремс-ан-дер-Донау, Кремс (нем. Krems, Krems an der Donau) — старинный австрийский город на севере страны, в федеральной земле Нижняя Австрия. Расположен у впадения реки Кремс в Дунай. Площадь города составляет 51,65 км², население — 24 837 человек (1 января 2021), плотность населения — 485 чел./км².

## География и транспорт
Город расположен на обоих берегах Дуная, в 60 километрах на запад от столицы страны — Вены и в 20 километрах к северу от столицы провинции Нижняя Австрия Санкт-Пёльтена. Высота города — 203 метра над уровнем моря.
В Кремсе заканчивается дунайская долина Вахау, знаменитая своими природными и культурными памятниками, внесённая в список мирового наследия Юнеско.
Город состоит из нескольких отдельных районов. На правом берегу Дуная находится Маутерн, на левом — центральная часть Кремса, а также районы Унд и Штайн. До 1938 года Штайн и Маутерн были отдельными городами.
Кремс связан автомагистралями со всеми крупными окрестными городами. Железные дороги ведут на восток в сторону Вены, на юг — в Санкт-Пёльтен и на запад — в Линц. Время пути до Вены на поезде — 1 час. В черте города расположен пассажирский речной порт.

## История

20 шиллингов 1995 г. — австрийская памятная монета, выпущенная по поводу 1000-летия города Кремс

Кремс впервые упомянут в 995 году как крепость на Дунае, в XII веке при Бабенбергах получил права города. В Кремсе были отчеканены первые австрийские монеты, известные как «кремсские пфенниги».
В Средние века имел важное торговое значение на перекрёстке водного пути по Дунаю и сухопутных торговых путей.
В Кремсе в 1718 году родился художник Мартин Иоганн Шмидт, известный также под прозвищем Шмидт из Кремса.
Во время Первой австрийской кампании 1805 года в окрестностях города произошло несколько сражений между армиями Наполеона и антифранцузской коалиции.

## Население
| Год  | Численность |
| ---- | ----------- |
| 1869 | 18023       |
| 1889 | 18950       |
| 1890 | 18497       |
| 1900 | 21022       |
| 1910 | 22388       |
| 1923 | 22205       |
| 1934 | 23140       |
| 1939 | 23665       |
| 1951 | 22410       |
| 1961 | 23097       |
| 1971 | 23520       |
| 1981 | 23076       |
| 1991 | 22783       |
| 2001 | 23713       |
| 2011 | 24032       |
| 2021 | 24837       |

## Политическая ситуация
Бургомистр коммуны — Райнхард Рэшь (СДПА) по результатам выборов 2012 года.
Совет представителей коммуны (нем. Gemeinderat) состоит из 40 мест:
- АНП занимает 15 мест.
- СДПА занимает 16 мест.
- АПС занимает 3 места.
- Зелёные занимают 2 места.
- КПА занимает 2 места.
- Независимыe граждане Кремса занимают 2 места.

## Достопримечательности

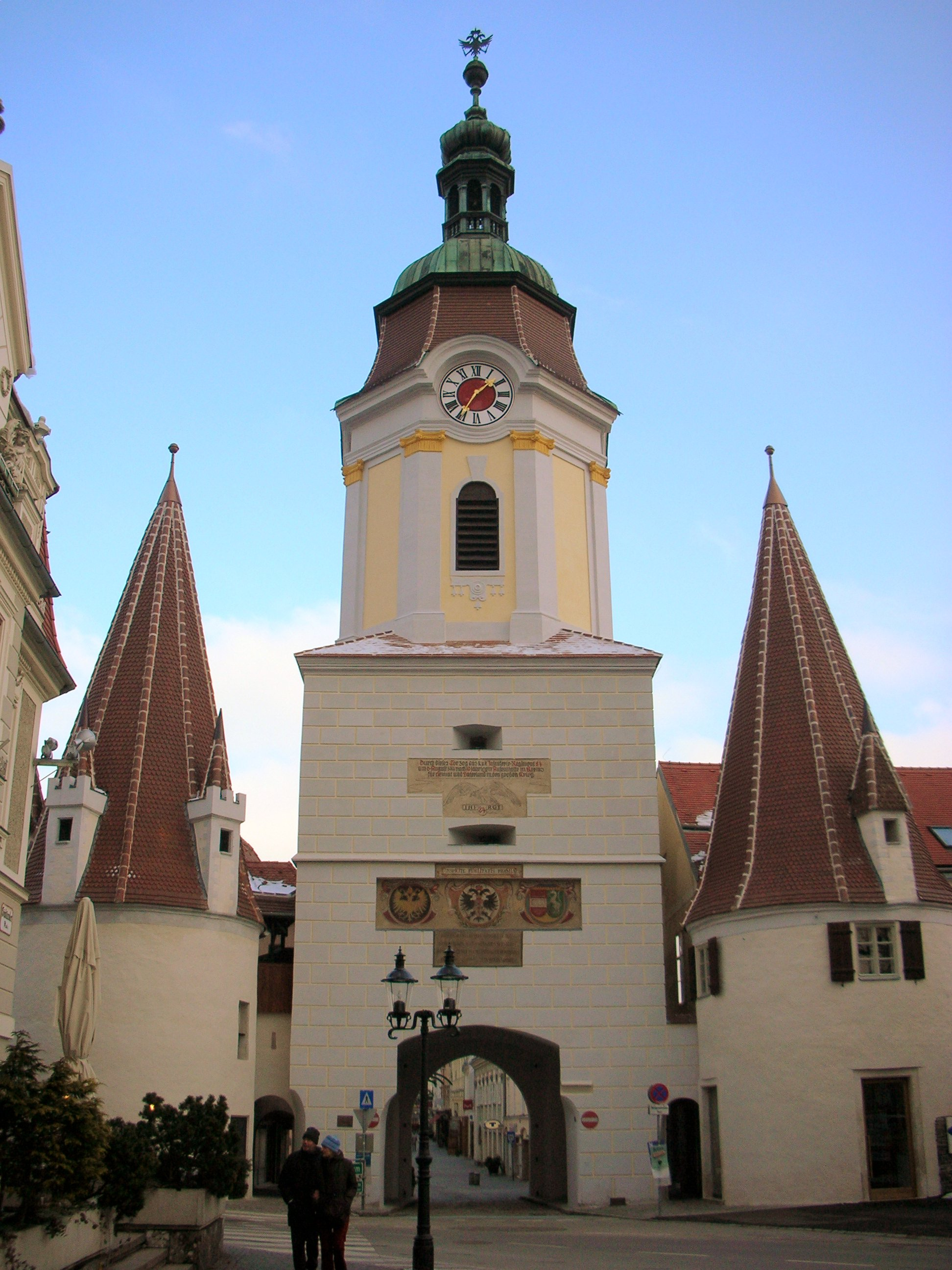
Штайнер-Тор

- Ландштрассе (Landstrasse). Центральная улица, вдоль которой вытянут весь старый город. Делится на Верхнюю и Нижнюю Ландштрассе. Пешеходная.
- Штайнер-Тор. Единственные сохранившиеся из четырёх средневековых ворот города. Созданы в 1480 году, в 1754 году надстроены. Ворота стали символом Кремса.
- Приходская церковь Санкт-Файт. Построена в стиле барокко в 1630 году на месте более старой церкви.
- Гоццобург. Старейшее здание города (построено в 1275 году) расположено на площади Хоэрмаркт. Здание построено в итальянском стиле.
- Пороховая башня. Один из сохранившихся элементов средневековых городских укреплений.
- Музей винного города. Рассказывает о славных винодельческих традициях Кремса.
- Монастырь Гёттвайг. Находится в 5 километрах к югу от Кремса. Монастырь основан в 1083 году, в 1718 году сгорел до основания. В XVIII веке проводилась масштабная реконструкция, превратившая монастырь в видную достопримечательность стиля барокко.

## Города-побратимы
- Бёблинген, Германия
- Пассау, Германия
- Рибе, Дания
- Грейпвайн, США
- Бон, Франция
- Кромержиж, Чехия

## фотогалерея

Кремс-ан-дер-Донау - Krems an der Donau
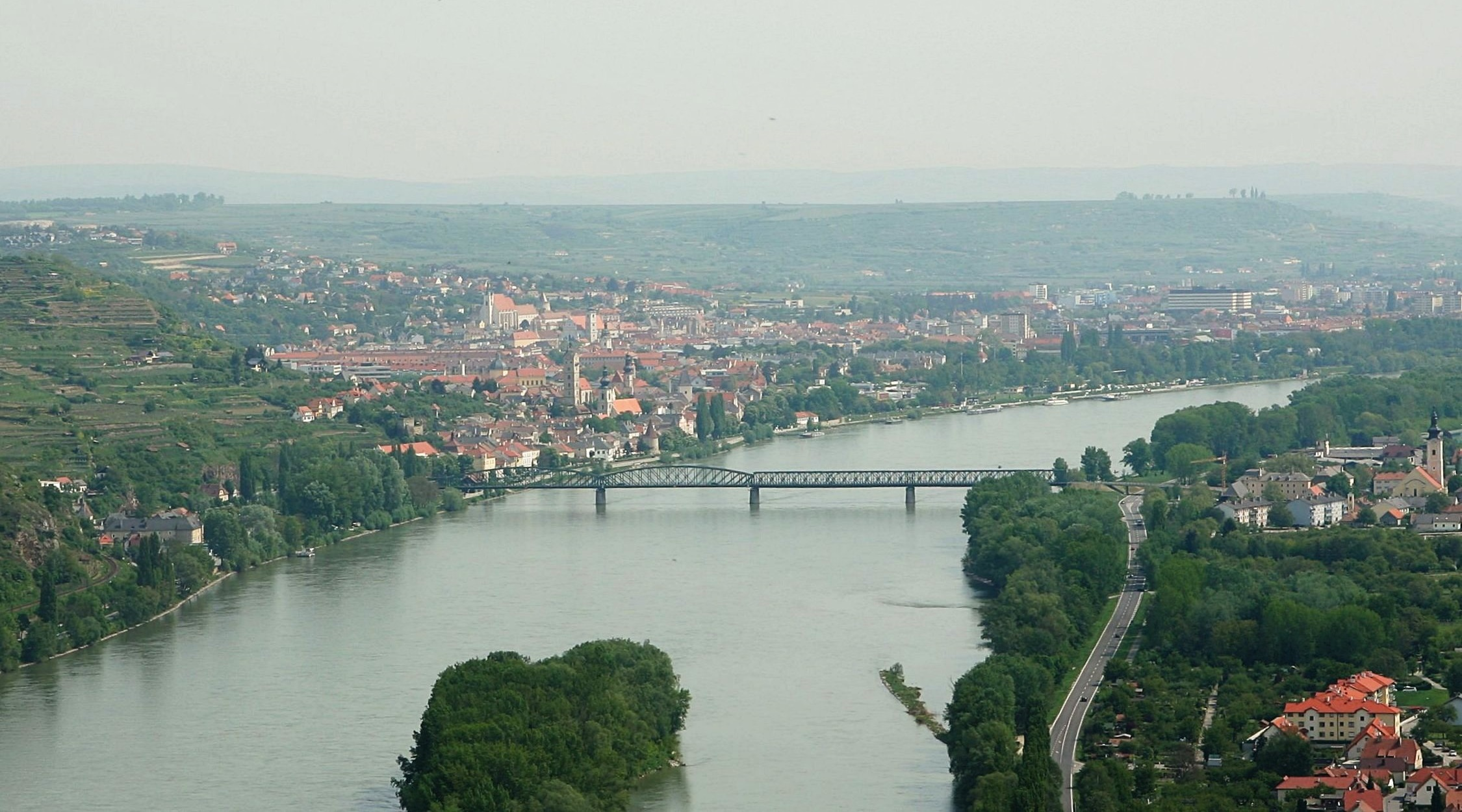
Вид на Кремс
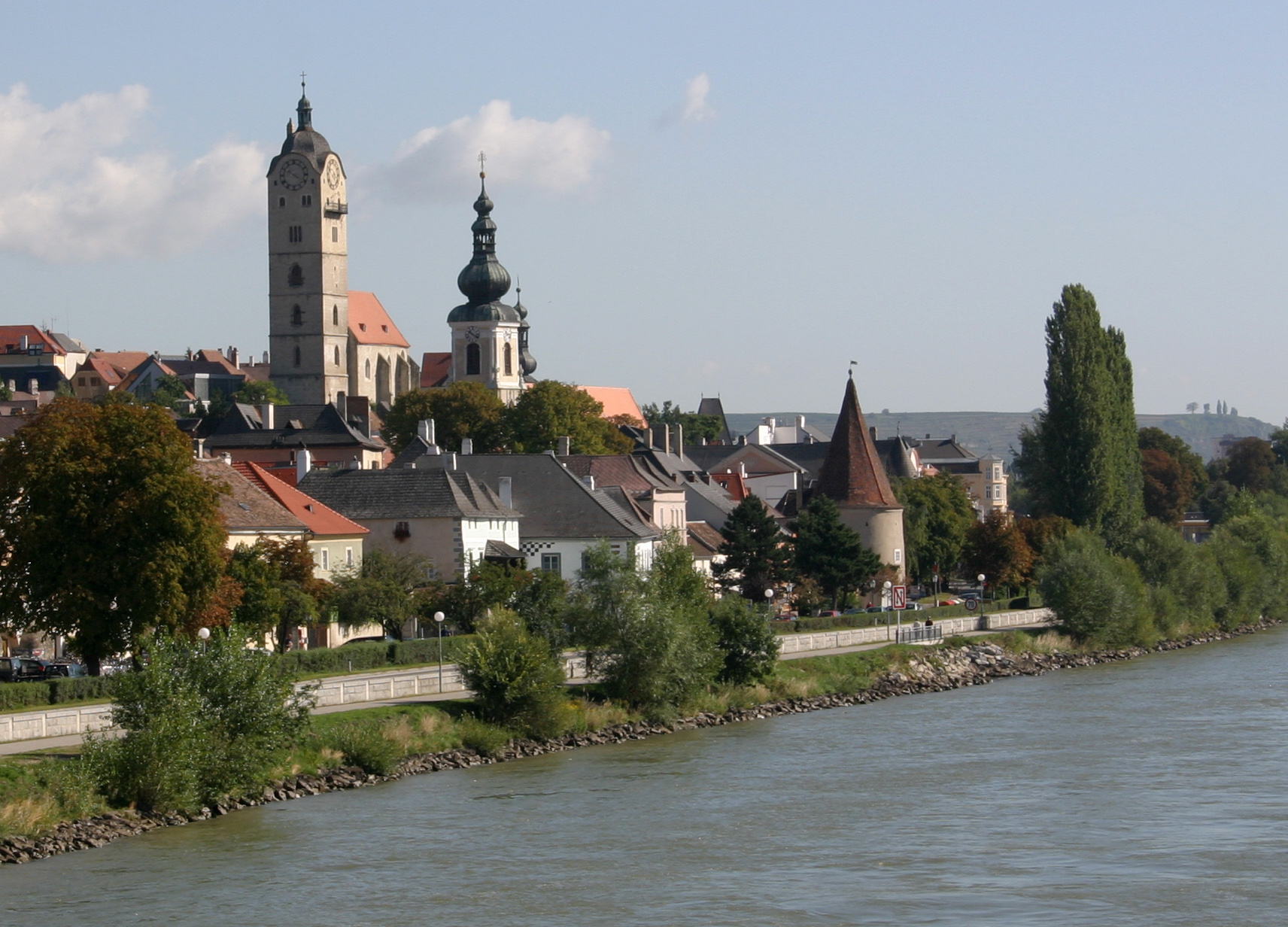
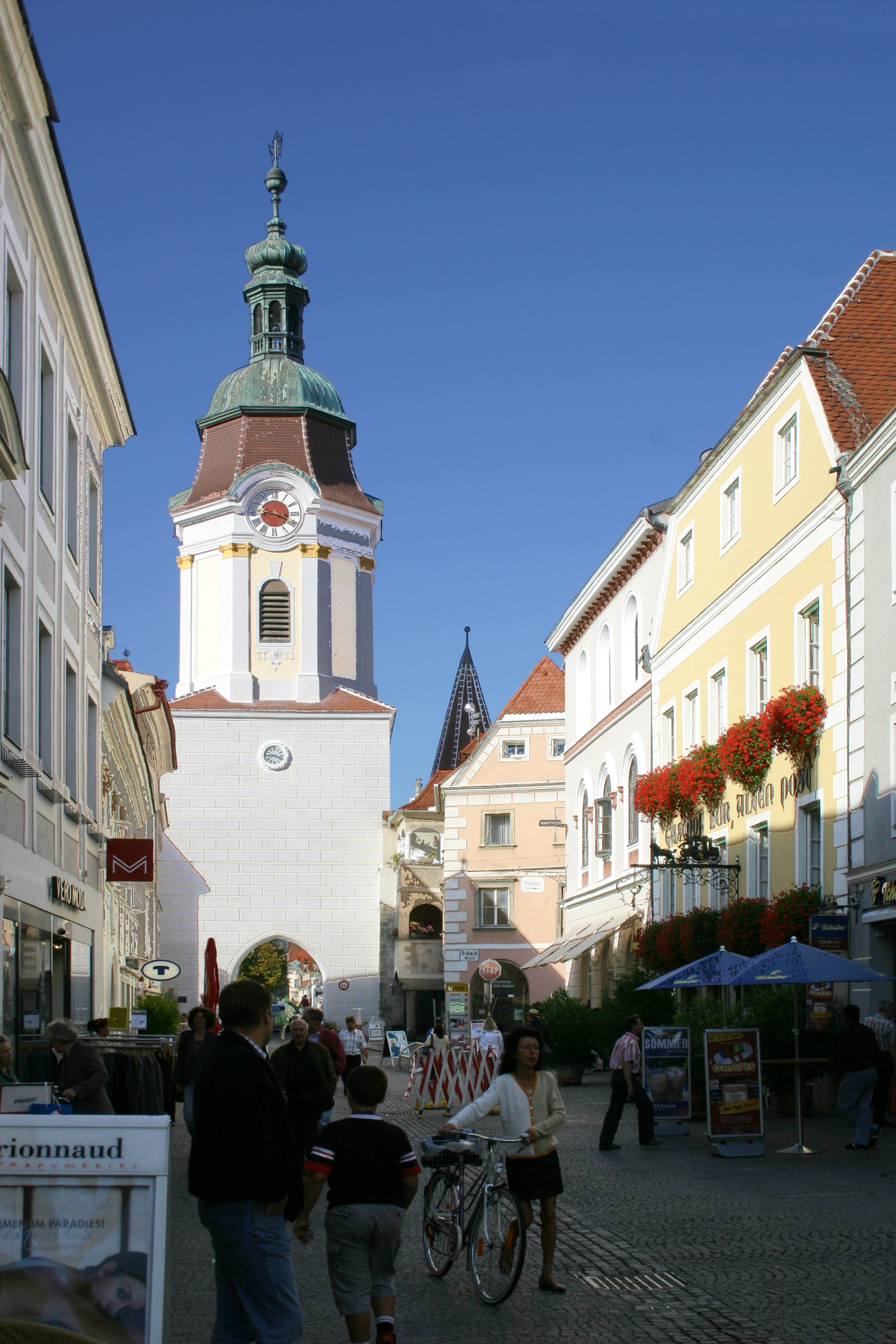
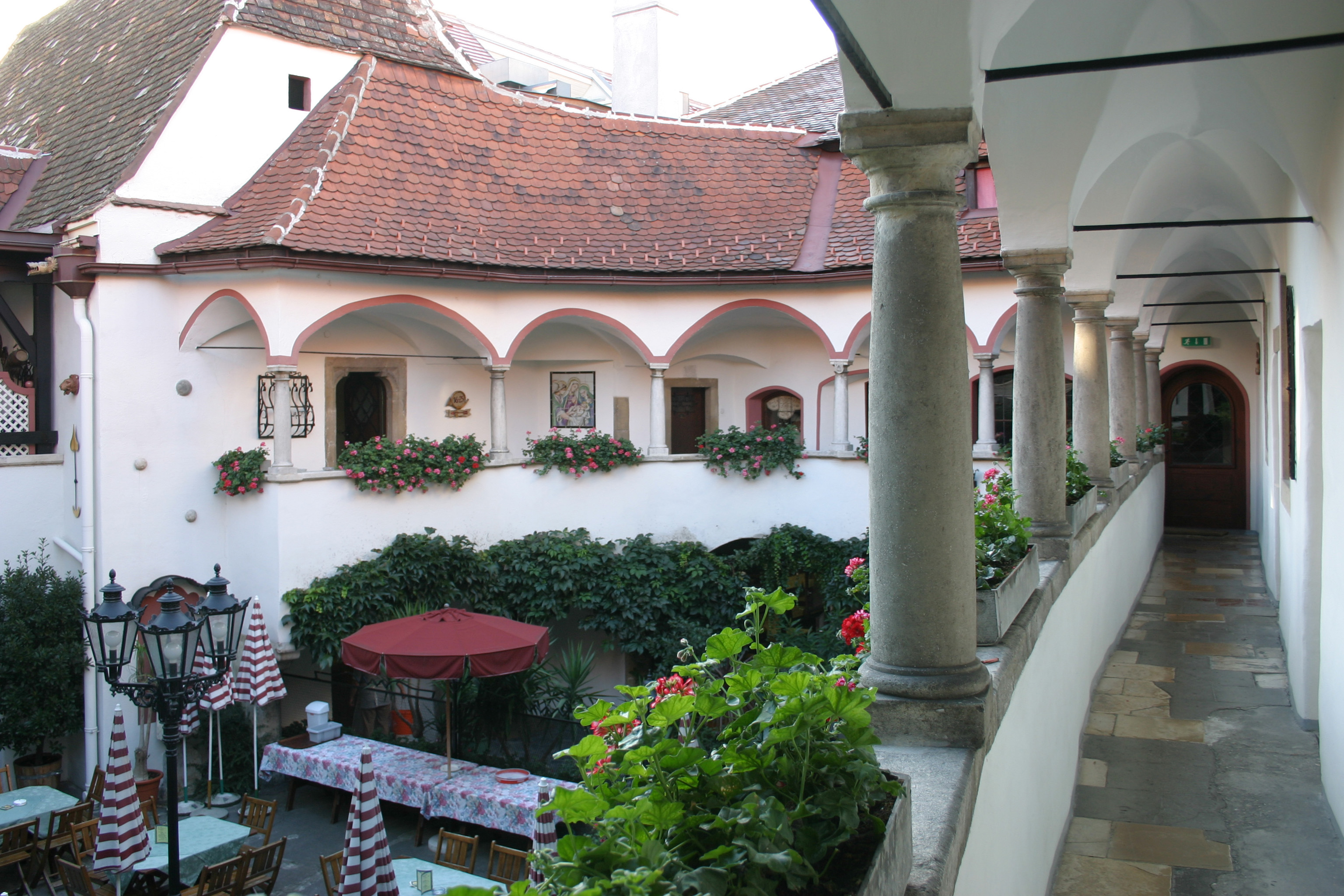
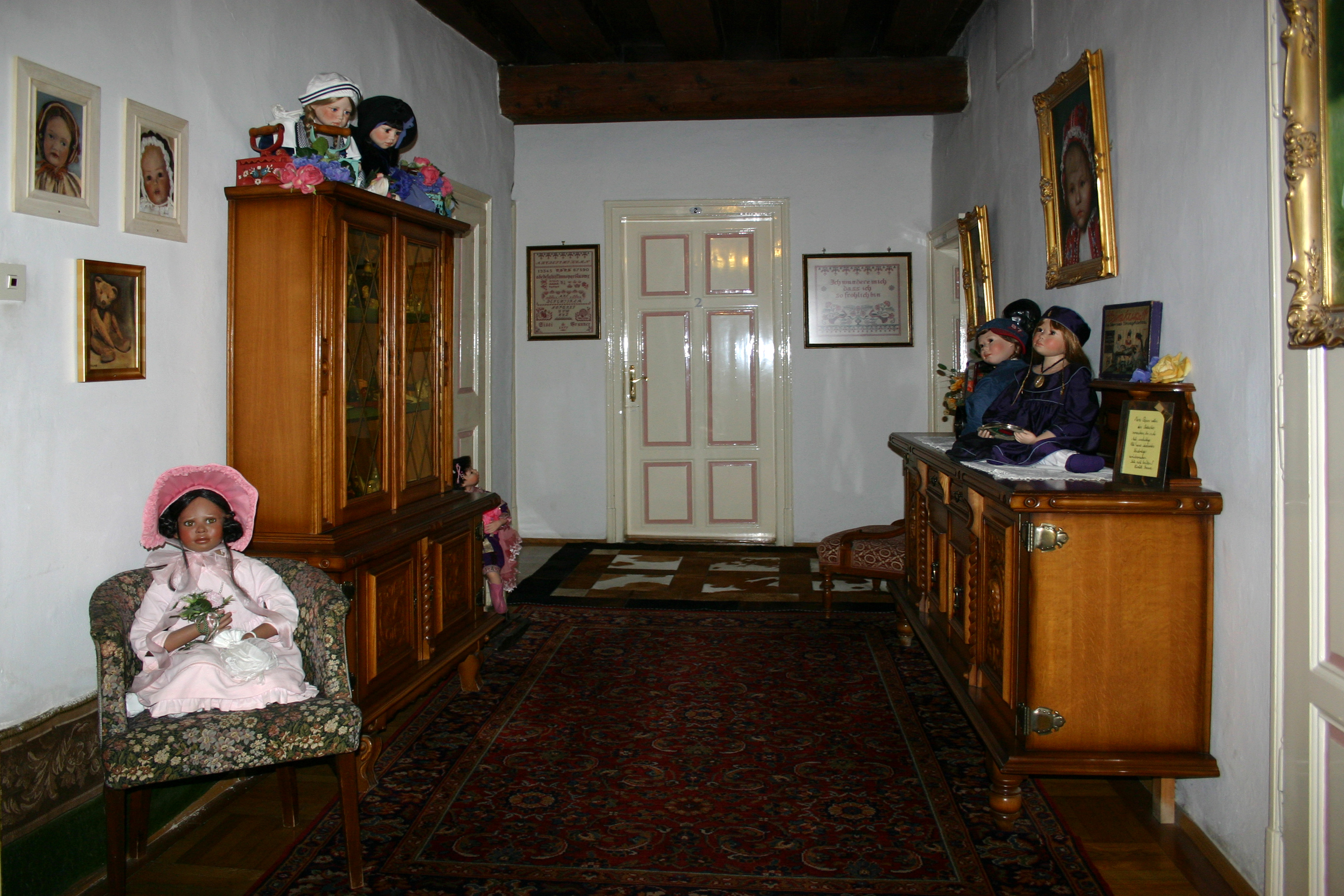
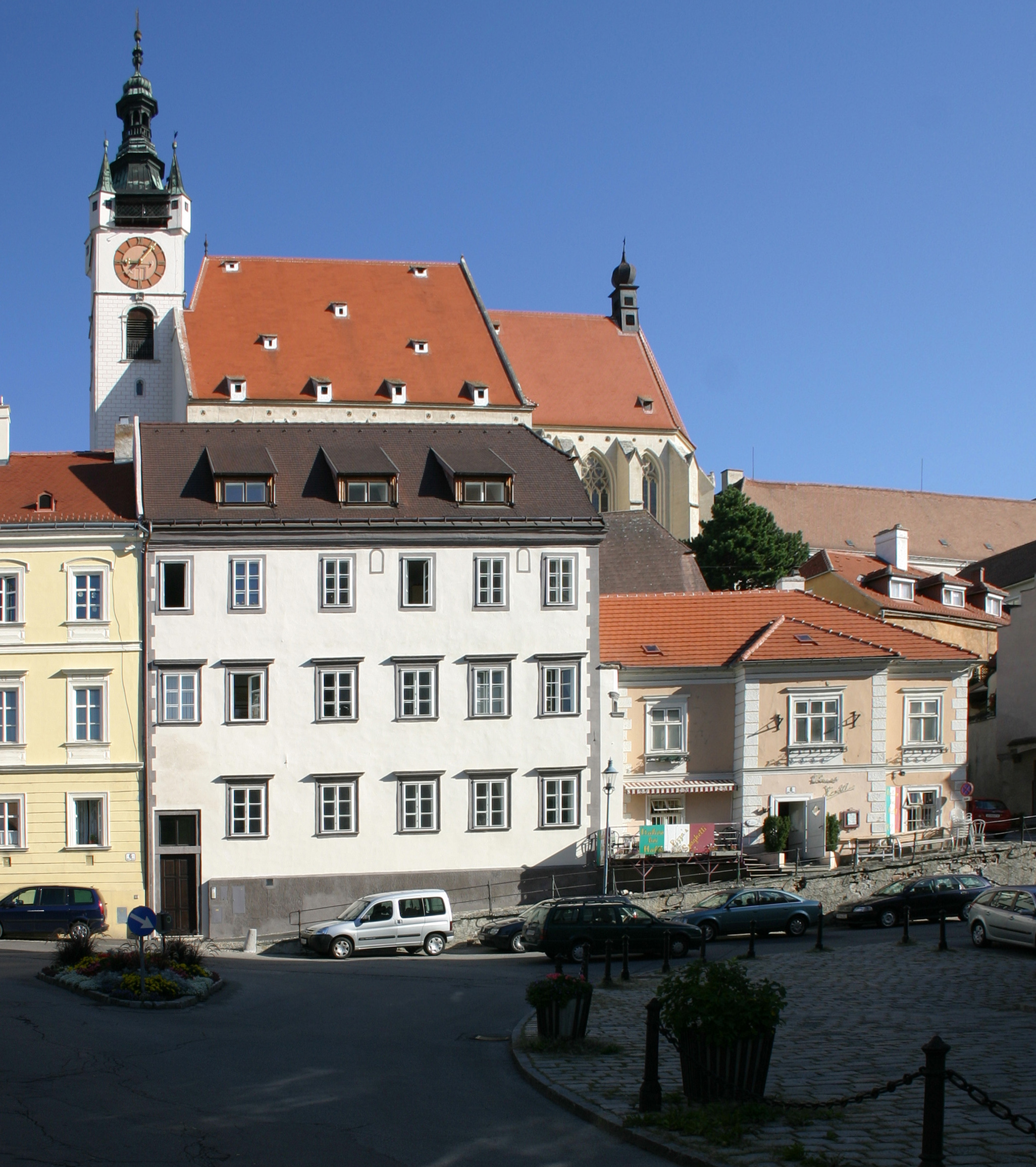
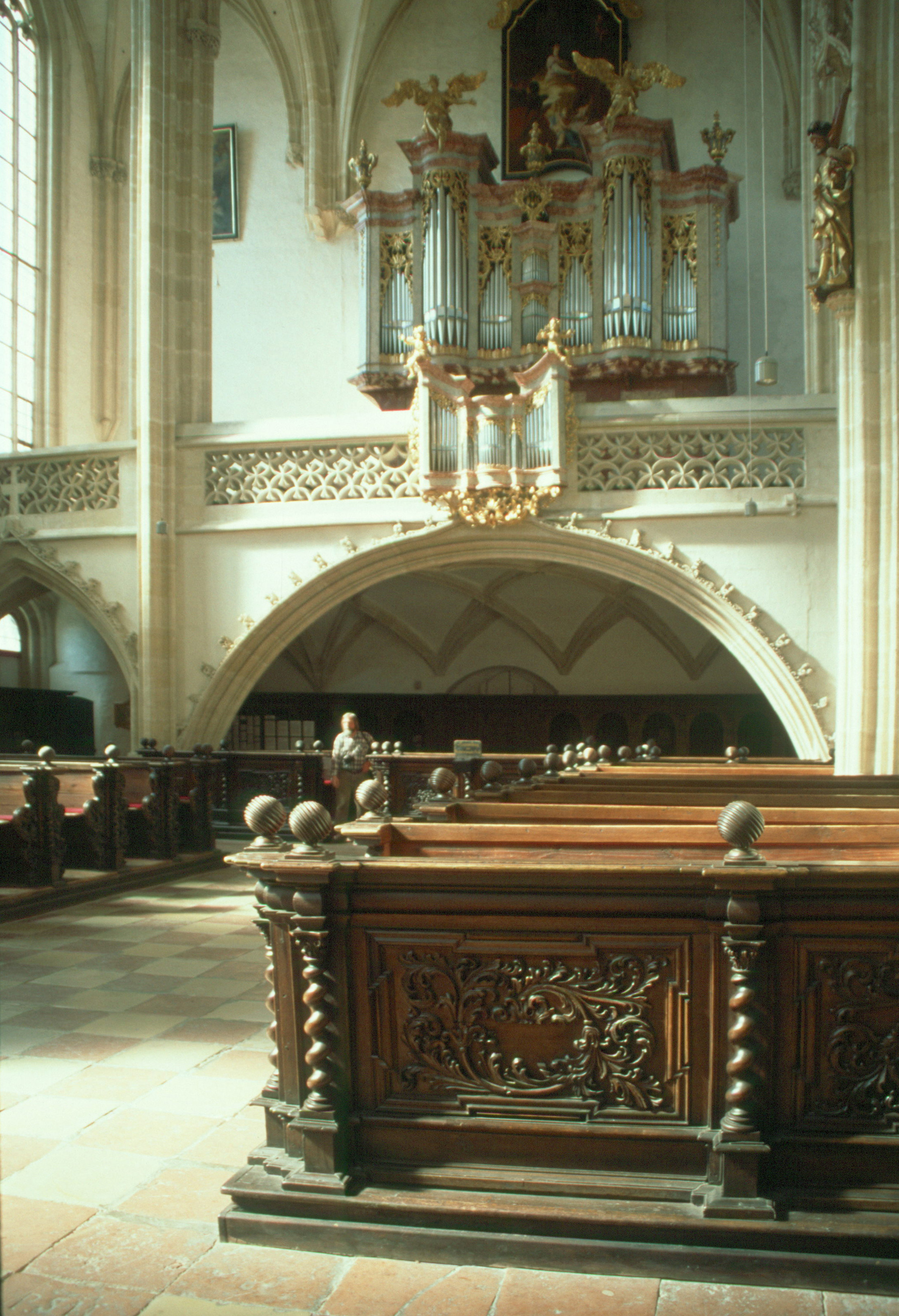